# Miami Open
El Masters de Miami, oficialment conegut com a Miami Open, és un torneig de tennis professional que es disputa anualment sobre pista dura al complex Tennis Center at Crandon Park de Key Biscayne, Florida, Estats Units. Pertany a les sèries Masters 1000 del circuit ATP masculí i és un dels torneigs obligatoris dels Premier Mandatory Tournaments del circuit WTA femení. Per la seva importància i premis, se'l considera el cinquè torneig més prestigiós dels circuits ATP i WTA, a vegades se l'anomena "el 5è Grand Slam", rebent fins a 300.000 espectadors.

## Història
El torneig va ser fundat el 1985 per l'ex-jugador Butch Buchholz amb el nom de Lipton International Players Championships. El seu objectiu inicial fou transformar-lo en el primer torneig de rellevància de la temporada jugant-se al mes de febrer, ja que en aquells moments l'Open d'Austràlia es jugava al mes de desembre. Inicialment, el premi metàl·lic era d'1,8 milions de dòlars, superat només pels Grand Slams de Wimbledon i US Open. La primera edició es va celebrar al Laver's International Tennis Resort de Delray Beach, el següent any es va traslladar a Boca Raton i definitivament es va establir a Key Biscayne el 1987, localitat situada al costat de Miami, i disputant-se entre març i abril. Durant la seva història també ha tingut els noms de Ericsson Open, NASDAQ-100 Open, Sony Ericsson Open i Sony Open Tennis, a vegades també se'l coneix com a Torneig de Key Biscayne. En l'edició inaugural es va celebrar el torneig en categoria doble mixt, que van guanyar Heinz Günthardt i Martina Navrátilová.

## Palmarès

### Individual masculí
| Any  | Campió                                            | Finalista                                         | Resultat                                          |
| ---- | ------------------------------------------------- | ------------------------------------------------- | ------------------------------------------------- |
| 2025 | Jakub Menšík                                      | Novak Đoković                                     | 7−6(4), 7−6(4)                                    |
| 2024 | Jannik Sinner                                     | Grigor Dimitrov                                   | 6−3, 6−1                                          |
| 2023 | Daniïl Medvédev                                   | Jannik Sinner                                     | 7−5, 6−3                                          |
| 2022 | Carlos Alcaraz                                    | Casper Ruud                                       | 7−5, 6−4                                          |
| 2021 | Hubert Hurkacz                                    | Jannik Sinner                                     | 7−6(4), 6−4                                       |
| 2020 | Torneig suspès a causa de la pandèmia de COVID-19 | Torneig suspès a causa de la pandèmia de COVID-19 | Torneig suspès a causa de la pandèmia de COVID-19 |
| 2019 | Roger Federer (4)                                 | John Isner                                        | 6−1, 6−4                                          |
| 2018 | John Isner                                        | Alexander Zverev                                  | 6−7(4), 6−4, 6−4                                  |
| 2017 | Roger Federer                                     | Rafael Nadal                                      | 6−3, 6−4                                          |
| 2016 | Novak Đoković (6)                                 | Kei Nishikori                                     | 6−3, 6−3                                          |
| 2015 | Novak Đoković                                     | Andy Murray                                       | 7−6(3), 4−6, 6−0                                  |
| 2014 | Novak Đoković                                     | Rafael Nadal                                      | 6−3, 6−3                                          |
| 2013 | Andy Murray (2)                                   | David Ferrer                                      | 2−6, 6−4, 7−6(1)                                  |
| 2012 | Novak Đoković                                     | Andy Murray                                       | 6−1, 7−6(4)                                       |
| 2011 | Novak Đoković                                     | Rafael Nadal                                      | 4−6, 6−3, 7−6(4)                                  |
| 2010 | Andy Roddick (2)                                  | Tomáš Berdych                                     | 7−5, 6−4                                          |
| 2009 | Andy Murray                                       | Novak Đoković                                     | 6−2, 7−5                                          |
| 2008 | Nikolai Davidenko                                 | Rafael Nadal                                      | 6−4, 6−2                                          |
| 2007 | Novak Đoković                                     | Guillermo Cañas                                   | 6−3, 6−2, 6−4                                     |
| 2006 | Roger Federer                                     | Ivan Ljubičić                                     | 7−6, 7−6, 7−6                                     |
| 2005 | Roger Federer                                     | Rafael Nadal                                      | 2−6, 6−7, 7−6, 6−3, 6−1                           |
| 2004 | Andy Roddick                                      | Guillermo Coria                                   | 6−7, 6−3, 6−1, retirada                           |
| 2003 | Andre Agassi (6)                                  | Carles Moyà                                       | 6−3, 6−3                                          |
| 2002 | Andre Agassi                                      | Roger Federer                                     | 6−3, 6−3, 3−6, 6−4                                |
| 2001 | Andre Agassi                                      | Jan-Michael Gambill                               | 7−6, 6−1, 6−0                                     |
| 2000 | Pete Sampras (3)                                  | Gustavo Kuerten                                   | 6−1, 6−7, 7−6, 7−6                                |
| 1999 | Richard Krajicek                                  | Sebastien Grosjean                                | 4−6, 6−1, 6−2, 7−5                                |
| 1998 | Marcelo Ríos                                      | Andre Agassi                                      | 7−5, 6−3, 6−4                                     |
| 1997 | Thomas Muster                                     | Sergi Bruguera                                    | 7−6, 6−3, 6−1                                     |
| 1996 | Andre Agassi                                      | Goran Ivanišević                                  | 3−0, retirada                                     |
| 1995 | Andre Agassi                                      | Pete Sampras                                      | 3−6, 6−2, 7−6                                     |
| 1994 | Pete Sampras                                      | Andre Agassi                                      | 5−7, 6−3, 6−3                                     |
| 1993 | Pete Sampras                                      | Malivai Washington                                | 6−3, 6−2                                          |
| 1992 | Michael Chang                                     | Alberto Mancini                                   | 7−5, 7−5                                          |
| 1991 | Jim Courier                                       | David Wheaton                                     | 4−6, 6−3, 6−4                                     |
| 1990 | Andre Agassi                                      | Stefan Edberg                                     | 6−1, 6−4, 0−6, 6−2                                |
| 1989 | Ivan Lendl (2)                                    | Thomas Muster                                     | Renúncia                                          |
| 1988 | Mats Wilander                                     | Jimmy Connors                                     | 6−4, 4−6, 6−4, 6−4                                |
| 1987 | Miloslav Mecir                                    | Ivan Lendl                                        | 7−5, 6−2, 7−5                                     |
| 1986 | Ivan Lendl                                        | Mats Wilander                                     | 3−6, 6−1, 7−6, 6−4                                |
| 1985 | Tim Mayotte                                       | Scott Davis                                       | 4−6, 4−6, 6−3, 6−2, 6−4                           |

### Individual femení
| Any                   | Campiona                                          | Finalista                                         | Resultat                                          |
| --------------------- | ------------------------------------------------- | ------------------------------------------------- | ------------------------------------------------- |
| WTA 1000              |                                                   |                                                   |                                                   |
| 2025                  | Arina Sabalenka                                   | Jessica Pegula                                    | 7−5, 6−2                                          |
| 2024                  | Danielle Collins                                  | Ielena Ribàkina                                   | 7−5, 6−3                                          |
| 2023                  | Petra Kvitová                                     | Ielena Ribàkina                                   | 7−6(14), 6−2                                      |
| 2022                  | Iga Świątek                                       | Naomi Osaka                                       | 6−4, 6−0                                          |
| 2021                  | Ashleigh Barty (2)                                | Bianca Andreescu                                  | 6−3, 4−0, retirada                                |
| WTA Premier Mandatory |                                                   |                                                   |                                                   |
| 2020                  | Torneig suspès a causa de la pandèmia de COVID-19 | Torneig suspès a causa de la pandèmia de COVID-19 | Torneig suspès a causa de la pandèmia de COVID-19 |
| 2019                  | Ashleigh Barty                                    | Karolína Plísková                                 | 7−6(1), 6−3                                       |
| 2018                  | Sloane Stephens                                   | Jeļena Ostapenko                                  | 7−6(5), 6−1                                       |
| 2017                  | Johanna Konta                                     | Caroline Wozniacki                                | 6–4, 6–3                                          |
| 2016                  | Viktória Azàrenka (3)                             | Svetlana Kuznetsova                               | 6–3, 6–2                                          |
| 2015                  | Serena Williams (8)                               | Carla Suárez Navarro                              | 6–2, 6–0                                          |
| 2014                  | Serena Williams                                   | Li Na                                             | 7–5, 6–1                                          |
| 2013                  | Serena Williams                                   | Maria Xaràpova                                    | 4–6, 6–3, 6–0                                     |
| 2012                  | Agnieszka Radwańska                               | Maria Xaràpova                                    | 7–5, 6–4                                          |
| 2011                  | Viktória Azàrenka                                 | Maria Xaràpova                                    | 6–1, 6–4                                          |
| 2010                  | Kim Clijsters (2)                                 | Venus Williams                                    | 6−2, 6−1                                          |
| 2009                  | Viktória Azàrenka                                 | Serena Williams                                   | 6−3, 6−1                                          |
| 2008                  | Serena Williams                                   | Jelena Janković                                   | 6−1, 5−7, 6−3                                     |
| 2007                  | Serena Williams                                   | Justine Henin                                     | 0−6, 7−5, 6−3                                     |
| 2006                  | Svetlana Kuznetsova                               | Maria Xaràpova                                    | 6−4, 6−3                                          |
| 2005                  | Kim Clijsters                                     | Maria Xaràpova                                    | 6−3, 7−5                                          |
| 2004                  | Serena Williams                                   | Ielena Deméntieva                                 | 6−1, 6−1                                          |
| 2003                  | Serena Williams                                   | Jennifer Capriati                                 | 4−6, 6−4, 6−1                                     |
| 2002                  | Serena Williams                                   | Jennifer Capriati                                 | 7−5, 7−6                                          |
| 2001                  | Venus Williams (3)                                | Jennifer Capriati                                 | 4−6, 6−1, 7−6                                     |
| 2000                  | Martina Hingis (2)                                | Lindsay Davenport                                 | 6−3, 6−2                                          |
| 1999                  | Venus Williams                                    | Serena Williams                                   | 6−1, 4−6, 6−4                                     |
| 1998                  | Venus Williams                                    | Anna Kúrnikova                                    | 2−6, 6−4, 6−1                                     |
| 1997                  | Martina Hingis                                    | Monica Seles                                      | 6−2, 6−1                                          |
| 1996                  | Steffi Graf (5)                                   | Chanda Rubin                                      | 6−1, 6−3                                          |
| 1995                  | Steffi Graf                                       | Kimiko Date                                       | 6−1, 6−4                                          |
| 1994                  | Steffi Graf                                       | Natasha Zvereva                                   | 4−6, 6−1, 6−2                                     |
| 1993                  | Arantxa Sánchez Vicario (2)                       | Steffi Graf                                       | 6−4, 3−6, 6−3                                     |
| 1992                  | Arantxa Sánchez Vicario                           | Gabriela Sabatini                                 | 6−1, 6−4                                          |
| 1991                  | Monica Seles (2)                                  | Gabriela Sabatini                                 | 6−3, 7−5                                          |
| 1990                  | Monica Seles                                      | Judith Wiesner                                    | 6−1, 6−2                                          |
| 1989                  | Gabriela Sabatini                                 | Chris Evert                                       | 6−1, 4−6, 6−2                                     |
| 1988                  | Steffi Graf                                       | Chris Evert                                       | 6−4, 6−4                                          |
| 1987                  | Steffi Graf                                       | Chris Evert                                       | 6−1, 6−2                                          |
| 1986                  | Chris Evert                                       | Steffi Graf                                       | 6−4, 6−2                                          |
| 1985                  | Martina Navrátilová                               | Chris Evert                                       | 6−2, 6−4                                          |

### Dobles masculins
| Any  | Campions                                          | Finalistes                                        | Resultat                                          |
| ---- | ------------------------------------------------- | ------------------------------------------------- | ------------------------------------------------- |
| 2025 | Marcelo Arévalo Mate Pavić                        | Julian Cash Lloyd Glasspool                       | 7−6(3), 6−3                                       |
| 2024 | Rohan Bopanna Matthew Ebden                       | Ivan Dodig Austin Krajicek                        | 6−7(3), 6−3, [10−6]                               |
| 2023 | Santiago González Édouard Roger-Vasselin          | Austin Krajicek Nicolas Mahut                     | 7−6(4), 7−5                                       |
| 2022 | Hubert Hurkacz John Isner                         | Wesley Koolhof Neal Skupski                       | 7−6(5), 6−4                                       |
| 2021 | Nikola Mektić Mate Pavić                          | Dan Evans Neal Skupski                            | 6−4, 6−4                                          |
| 2020 | Torneig suspès a causa de la pandèmia de COVID-19 | Torneig suspès a causa de la pandèmia de COVID-19 | Torneig suspès a causa de la pandèmia de COVID-19 |
| 2019 | Bob Bryan Mike Bryan (6)                          | Wesley Koolhof Stéfanos Tsitsipàs                 | 7–5, 7–6(8)                                       |
| 2018 | Bob Bryan Mike Bryan                              | Karén Khatxànov Andrei Rubliov                    | 4–6, 7–6(5), [10–4]                               |
| 2017 | Łukasz Kubot Marcelo Melo                         | Nicholas Monroe Jack Sock                         | 7–5, 6–3                                          |
| 2016 | Pierre-Hugues Herbert Nicolas Mahut               | Raven Klaasen Rajeev Ram                          | 5–7, 6–1, [10–7]                                  |
| 2015 | Bob Bryan Mike Bryan                              | Vasek Pospisil Jack Sock                          | 6–3, 1–6, [10–8]                                  |
| 2014 | Bob Bryan Mike Bryan                              | Juan Sebastián Cabal Robert Farah Maksoud         | 7–6(8), 6–4                                       |
| 2013 | Aisam-ul-Haq Qureshi Jean-Julien Rojer            | Mariusz Fyrstenberg Marcin Matkowski              | 6–4, 6–1                                          |
| 2012 | Leander Paes Radek Štěpánek                       | Maks Mirni Daniel Nestor                          | 3–6, 6–1, [10–8]                                  |
| 2011 | Mahesh Bhupathi Leander Paes                      | Maks Mirni Daniel Nestor                          | 6–7(5), 6–2, [10–5]                               |
| 2010 | Lukáš Dlouhý Leander Paes                         | Mahesh Bhupathi Maks Mirni                        | 6−2, 7−5                                          |
| 2009 | Maks Mirni Andy Ram                               | Ashley Fisher Stephen Huss                        | 6−7(4), 6−2, [10−7]                               |
| 2008 | Bob Bryan Mike Bryan                              | Mahesh Bhupathi Mark Knowles                      | 6−2, 6−2                                          |
| 2007 | Bob Bryan Mike Bryan                              | Martin Damm Leander Paes                          | 6−7(7), 6−3, [10−7]                               |
| 2006 | Jonas Björkman Maks Mirni (2)                     | Bob Bryan Mike Bryan                              | 6−4, 6−4                                          |
| 2005 | Jonas Björkman Maks Mirni                         | Wayne Black Kevin Ullyett                         | 6−1, 6−2                                          |
| 2004 | Wayne Black Kevin Ullyett                         | Jonas Björkman Todd Woodbridge                    | 6−2, 7−6(12)                                      |
| 2003 | Roger Federer Maks Mirni                          | Leander Paes David Rikl                           | 7−5, 6−3                                          |
| 2002 | Mark Knowles Daniel Nestor                        | Donald Johnson Jared Palmer                       | 6−3, 3−6, 6−1                                     |
| 2001 | Jiří Novák David Rikl                             | Jonas Björkman Todd Woodbridge                    | 7−5, 7−6(3)                                       |
| 2000 | Todd Woodbridge Mark Woodforde (4)                | Martin Damm Dominik Hrbatý                        | 6−3, 6−4                                          |
| 1999 | Wayne Black Sandon Stolle                         | Boris Becker Jan-Michael Gambill                  | 6−1, 6−1                                          |
| 1998 | Ellis Ferreira Rick Leach                         | Alex O'Brien Jonathan Stark                       | 6−2, 6−4                                          |
| 1997 | Todd Woodbridge Mark Woodforde                    | Mark Knowles Daniel Nestor                        | 7−6, 7−6                                          |
| 1996 | Todd Woodbridge Mark Woodforde                    | Ellis Ferreira Patrick Galbraith                  | 6−1, 6−3                                          |
| 1995 | Todd Woodbridge Mark Woodforde                    | Jim Grabb Patrick McEnroe                         | 6−3, 7−6                                          |
| 1994 | Jacco Eltingh Paul Haarhuis                       | Mark Knowles Jared Palmer                         | 7−6, 7−6                                          |
| 1993 | Richard Krajicek Jan Siemerink                    | Patrick McEnroe Jonathan Stark                    | 6−7, 6−4, 7−6                                     |
| 1992 | Ken Flach Todd Witsken                            | Kent Kinnear Sven Salumaa                         | 6−4, 6−3                                          |
| 1991 | Wayne Ferreira Piet Norval                        | Ken Flach Robert Seguso                           | 5−7, 7−6, 6−2                                     |
| 1990 | Rick Leach Jim Pugh                               | Boris Becker Cassio Motta                         | 6−3, 6−4                                          |
| 1989 | Jakob Hlasek Anders Järryd                        | Jim Grabb Patrick McEnroe                         | 6−3, retirada                                     |
| 1988 | John Fitzgerald Anders Järryd                     | Ken Flach Robert Seguso                           | 7−6, 6−1, 7−5                                     |
| 1987 | Paul Annacone Christo van Rensburg (2)            | Ken Flach Robert Seguso                           | 6−2, 6−4, 6−4                                     |
| 1986 | Brad Gilbert Vince Van Patten                     | Stefan Edberg Anders Järryd                       | Renúncia                                          |
| 1985 | Paul Annacone Christo van Rensburg                | Sherwood Stewart Kim Warwick                      | 7−5, 7−5, 6−4                                     |

### Dobles femenins
| Any                   | Campiones                                         | Finalistes                                        | Resultat                                          |
| --------------------- | ------------------------------------------------- | ------------------------------------------------- | ------------------------------------------------- |
| WTA 1000              |                                                   |                                                   |                                                   |
| 2025                  | Mirra Andreeva Diana Shnaider                     | Cristina Bucșa Miyu Kato                          | 6−3, 6−7(5), [10−2]                               |
| 2024                  | Sofia Kenin Bethanie Mattek-Sands                 | Gabriela Dabrowski Erin Routliffe                 | 4−6, 7−6(5), [11−9]                               |
| 2023                  | Coco Gauff Jessica Pegula                         | Veronika Kudermétova Elise Mertens                | 7−6(6), 6−2                                       |
| 2022                  | Laura Siegemund Vera Zvonariova                   | Veronika Kudermétova Elise Mertens                | 7−6(3), 7−5                                       |
| 2021                  | Shuko Aoyama Ena Shibahara                        | Hayley Carter Luisa Stefani                       | 6−2, 7−5                                          |
| WTA Premier Mandatory |                                                   |                                                   |                                                   |
| 2020                  | Torneig suspès a causa de la pandèmia de COVID-19 | Torneig suspès a causa de la pandèmia de COVID-19 | Torneig suspès a causa de la pandèmia de COVID-19 |
| 2019                  | Elise Mertens Arina Sabalenka                     | Samantha Stosur Zhang Shuai                       | 7−6(5), 6−2                                       |
| 2018                  | Ashleigh Barty CoCo Vandeweghe                    | Barbora Krejčíková Kateřina Siniaková             | 6−2, 6−1                                          |
| 2017                  | Gabriela Dabrowski Xu Yifan                       | Sania Mirza Barbora Strýcová                      | 6−4, 6−3                                          |
| 2016                  | Bethanie Mattek-Sands Lucie Šafářová              | Tímea Babos Iaroslava Xvédova                     | 6−3, 6−4                                          |
| 2015                  | Martina Hingis Sania Mirza                        | Iekaterina Makàrova Ielena Vesninà                | 7−5, 6−1                                          |
| 2014                  | Martina Hingis Sabine Lisicki                     | Iekaterina Makàrova Ielena Vesninà                | 4−6, 6−4, [10−5]                                  |
| 2013                  | Nàdia Petrova Katarina Srebotnik                  | Lisa Raymond Laura Robson                         | 6−1, 7−6(2)                                       |
| 2012                  | Maria Kirilenko Nàdia Petrova                     | Sara Errani Roberta Vinci                         | 7−6(0), 4−6, [10−4]                               |
| 2011                  | Daniela Hantuchová Agnieszka Radwańska            | Liezel Huber Nàdia Petrova                        | 7−6(5), 2−6, [10−8]                               |
| 2010                  | Gisela Dulko Flavia Pennetta                      | Nàdia Petrova Samantha Stosur                     | 6−3, 4−6, [10−7]                                  |
| 2009                  | Svetlana Kuznetsova Amélie Mauresmo               | Kveta Peschke Lisa Raymond                        | 4−6, 6−3, [10−3]                                  |
| 2008                  | Katarina Srebotnik Ai Sugiyama                    | Cara Black Liezel Huber                           | 7−5, 4−6, [10−3]                                  |
| 2007                  | Lisa Raymond Samantha Stosur (2)                  | Cara Black Liezel Huber                           | 6−4, 3−6, [10−2]                                  |
| 2006                  | Lisa Raymond Samantha Stosur                      | Liezel Huber Martina Navrátilová                  | 6−4, 7−5                                          |
| 2005                  | Svetlana Kuznetsova Alicia Molik                  | Lisa Raymond Rennae Stubbs                        | 7−5, 6−7(5), 6−2                                  |
| 2004                  | Nàdia Petrova Meghann Shaughnessy                 | Svetlana Kuznetsova Ielena Likhovtseva            | 6−2, 6−3                                          |
| 2003                  | Liezel Huber Magdalena Maleeva                    | Shinobu Asagoe Nana Miyagi                        | 6−4, 3−6, 7−5                                     |
| 2002                  | Lisa Raymond Rennae Stubbs                        | Virginia Ruano Pascual Paola Suárez               | 7−6(4), 6−7(4), 6−3                               |
| 2001                  | Arantxa Sánchez Vicario Nathalie Tauziat          | Lisa Raymond Rennae Stubbs                        | 6−0, 6−4                                          |
| 2000                  | Julie Halard-Decugis Ai Sugiyama                  | Nicole Arendt Manon Bollegraf                     | 4−6, 7−5, 6−4                                     |
| 1999                  | Martina Hingis Jana Novotná (2)                   | Mary Joe Fernández Monica Seles                   | 0−6, 6−4, 7−6(1)                                  |
| 1998                  | Martina Hingis Jana Novotná                       | Arantxa Sánchez Vicario Natasha Zvereva           | 6−2, 3−6, 6−3                                     |
| 1997                  | Arantxa Sánchez Vicario Natasha Zvereva           | Sabine Appelmans Miriam Oremans                   | 6−4, 6−2                                          |
| 1996                  | Jana Novotná Arantxa Sánchez Vicario (2)          | Meredith McGrath Larisa Savchenko Neiland         | 6−4, 6−4                                          |
| 1995                  | Jana Novotná Arantxa Sánchez Vicario              | Gigi Fernández Natasha Zvereva                    | 7−5, 2−6, 6−3                                     |
| 1994                  | Gigi Fernández Natasha Zvereva                    | Patty Fendick Meredith McGrath                    | 6−3, 6−1                                          |
| 1993                  | Jana Novotná Larisa Savchenko Neiland             | Jill Hetherington Kathy Rinaldi                   | 6−2, 7−5                                          |
| 1992                  | Arantxa Sánchez Vicario Larisa Savchenko Neiland  | Jill Hetherington Kathy Rinaldi                   | 7−5, 5−7, 6−3                                     |
| 1991                  | Mary Joe Fernández Zina Garrison Jackson          | Gigi Fernández Jana Novotná                       | 7−5, 6−2                                          |
| 1990                  | Jana Novotná Helena Suková (2)                    | Betsy Nagelsen Robin White                        | 6−4, 6−3                                          |
| 1989                  | Jana Novotná Helena Suková                        | Gigi Fernández Lori McNeil                        | 7−6(5), 6−4                                       |
| 1988                  | Steffi Graf Gabriela Sabatini                     | Gigi Fernández Zina Garrison                      | 7−6(6), 6−3                                       |
| 1987                  | Martina Navrátilová Pam Shriver                   | Claudia Kohde-Kilsch Helena Suková                | 6−3, 7−6(6)                                       |
| 1986                  | Pam Shriver Helena Suková                         | Chris Evert Wendy Turnbull                        | 6−2, 6−3                                          |
| 1985                  | Gigi Fernández Martina Navrátilová                | Kathy Jordan Hana Mandlíková                      | 7−6(4), 6−2                                       |

### Dobles mixts
| Any  | Campions                            | Finalistes                   | Resultat |
| ---- | ----------------------------------- | ---------------------------- | -------- |
| 1985 | Martina Navrátilová Heinz Günthardt | Catherine Tanvier Mike Bauer | 6−2, 6−2 |